# Macrometrula rubriceps
Macrometrula rubriceps är en svampart som först beskrevs av Cooke & Massee, och fick sitt nu gällande namn av Donk & Singer 1948. Macrometrula rubriceps ingår i släktet Macrometrula och familjen Psathyrellaceae.   Inga underarter finns listade i Catalogue of Life.